# SpaceX Crew-9
SpaceX Crew-9 (též USCV-9) byl devátý řádný let kosmické lodi Crew Dragon od SpaceX k Mezinárodní vesmírnou stanici (ISS) v Programu komerčních posádek (Commercial Crew Program). Loď na stanici přivezla 2 členy Expedice 72, další dlouhodobé posádky stanice. Start se uskutečnil 28. září 2024, při návratu na Zemi 18. března 2025 byli navíc na palubě 2 členové posádky, kteří nemohli odletět na Zemi ve své lodi Starliner při misi Boeing Crew Flight Test.

## Kosmická loď Crew Dragon
Crew Dragon je kosmická loď pro lety s posádkou navržená v rámci programu NASA CCDev, (Commercial Crew Development) společností SpaceX, především pro dopravu astronautů na Mezinárodní vesmírnou stanici. SpaceX ale loď používá i pro další účely mimo spolupráci s NASA (komerční programy Inspiration4, Axiom Space a Polaris).  

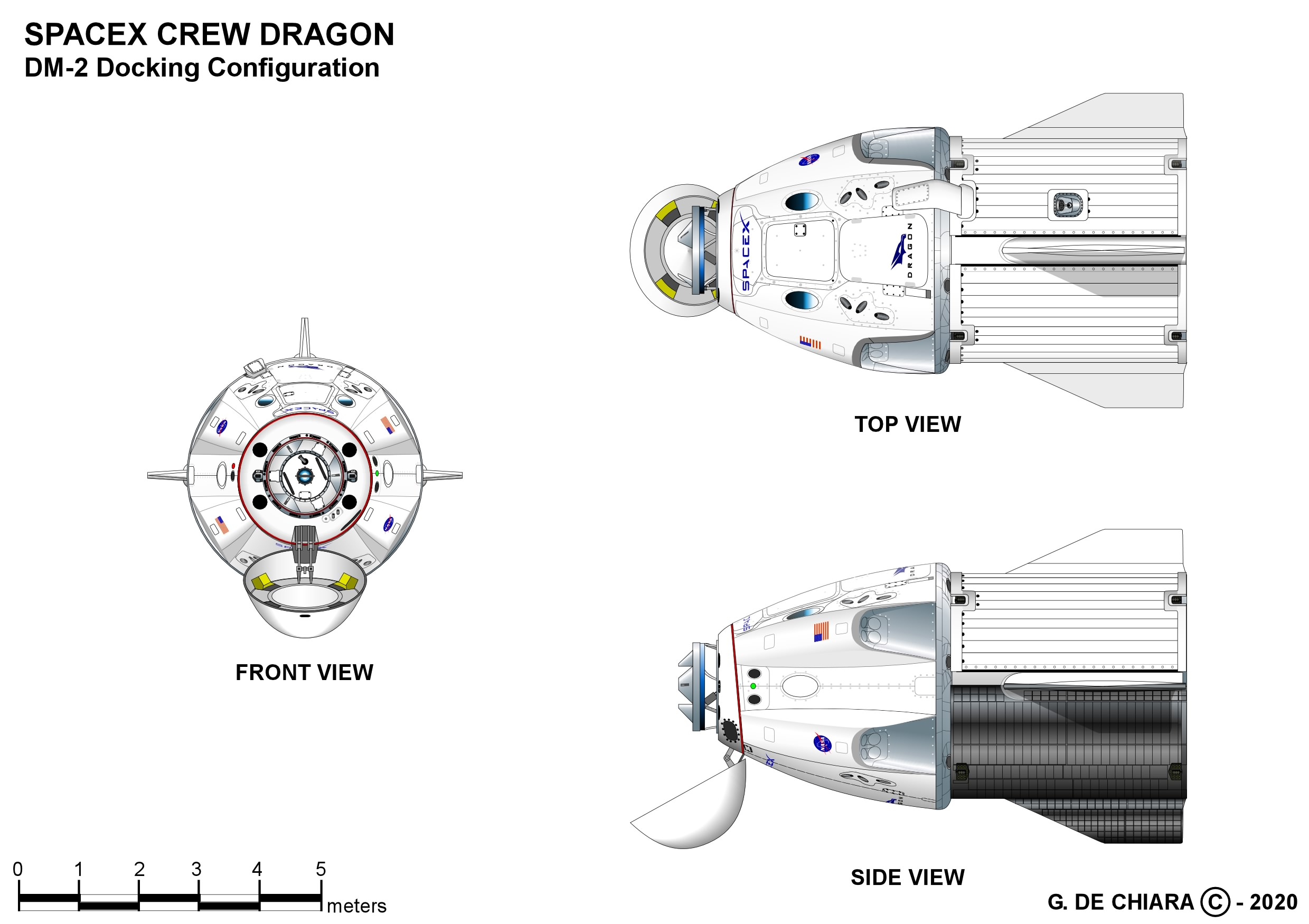
Crew Dragon v letové konfiguraci.

Crew Dragon tvoří znovupoužitelná kabina kónického tvaru a nástavec v podobě dutého válce (tzv. trunk). V kabině je hermetizovaný prostor o objemu 9,3 m3, v němž lze umístit sedačky až pro sedm osob (NASA pro lety k ISS využívá 4 místa). Nástavec je možné využít pro dopravu nákladu, který nemusí být umístěn v hermetizovaném prostoru (např. zařízení určeného pro umístění na vnější straně ISS, tedy v otevřeném kosmickém prostoru. Sestava kabiny a nástavce ve startovní pozici měří na výšku 8,1 metru a v průměru má 4 metry. 

## Posádka
Hlavní posádka:
- Nick Hague (2), NASA – velitel
- Alexandr Gorbunov (1), Roskosmos – letový specialista
- Barry Wilmore (3), NASA (jen při přistání)
- Sunita Williamsová (3), NASA (jen při přistání)

NASA oficiálně zveřejnila složení posádky 31. ledna 2024. Kromě Nicka Hague (v roli pilota) a Alexandra Gorbunova v ní byly velitelka Zena Cardmanová (1) a letová specialistka Stephanie Wilsonová (4).

Původní posádka mise Crew-9: Cardmanová, Hague, Wilsonová, Gorbunov

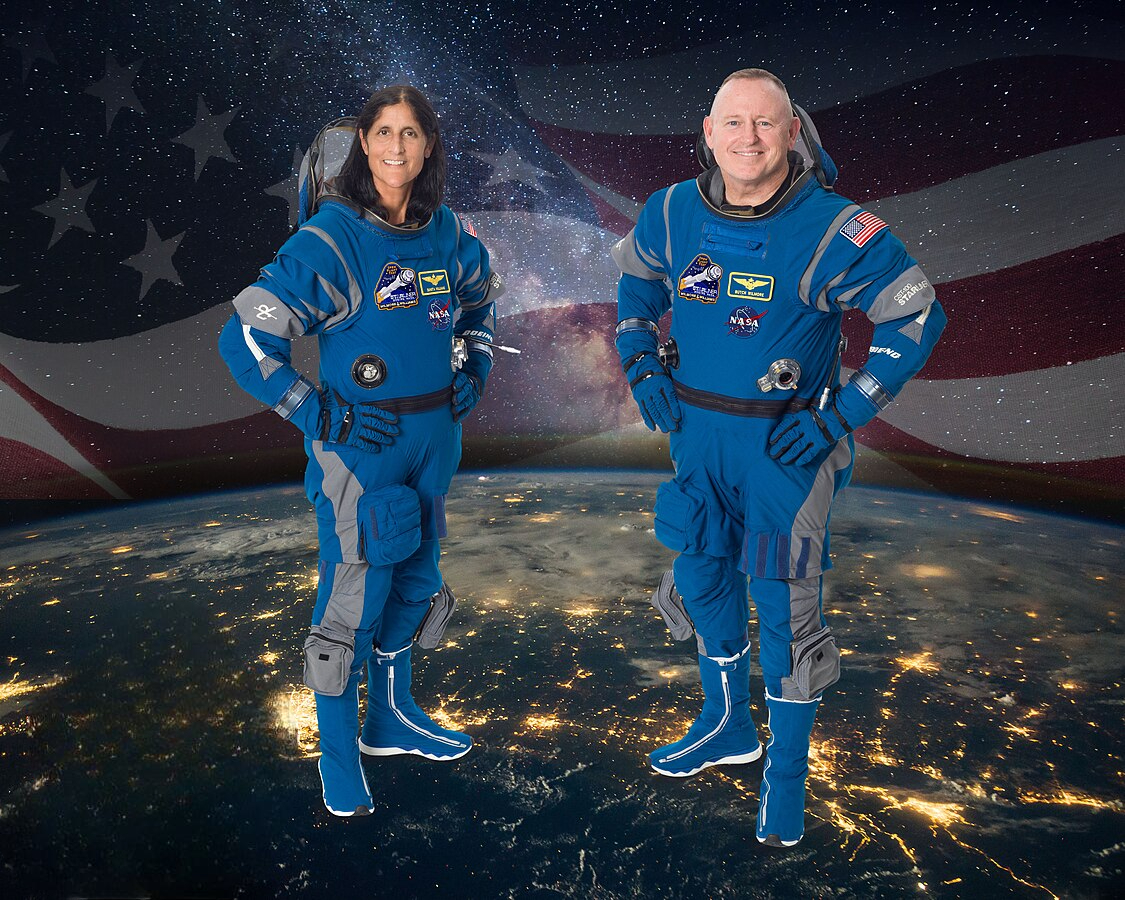
Původní posádka Boeing CFT, která na ISS doplnila posádku Crew-9: Williamsová a Wilmore

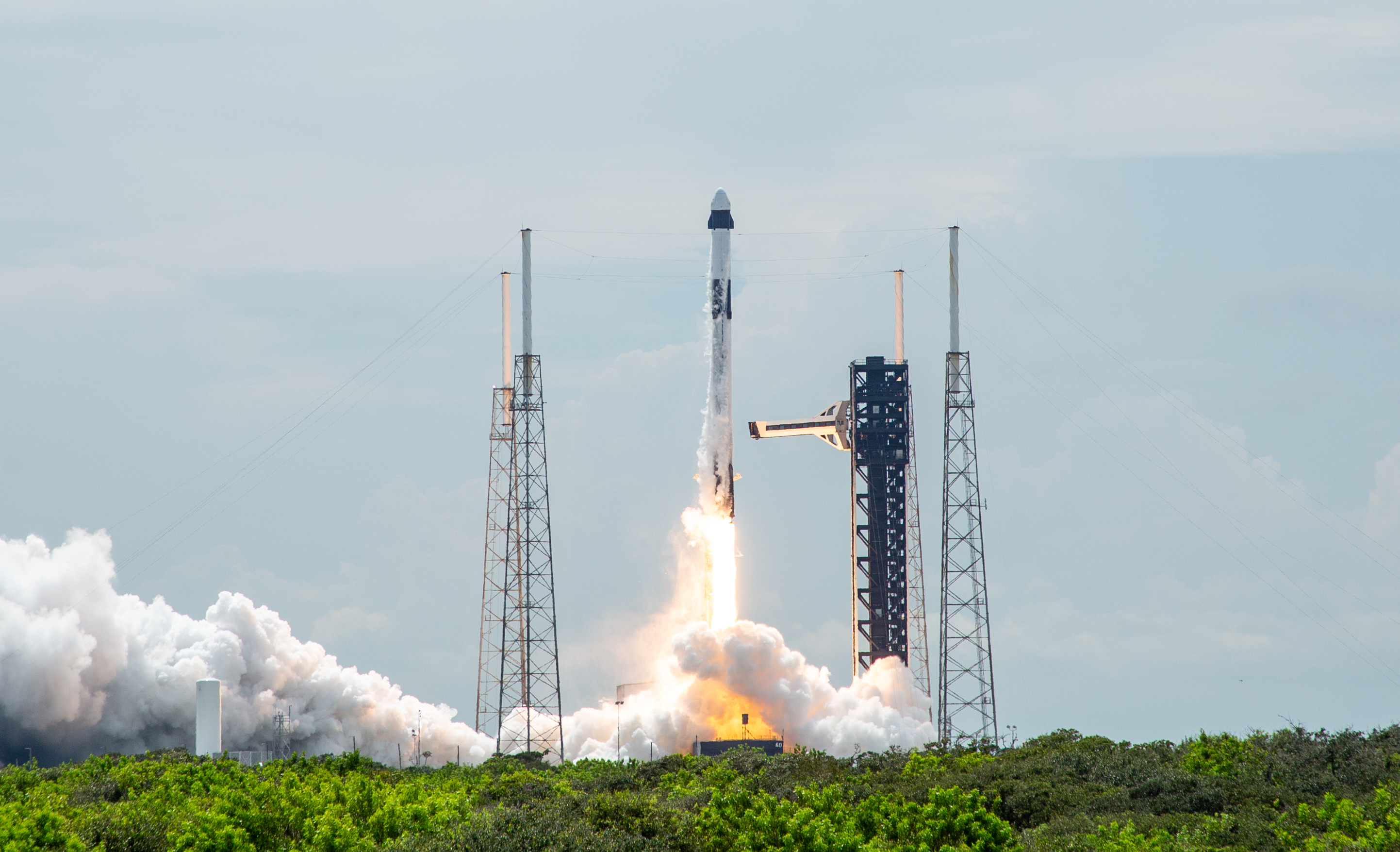
Start mise

Vedení NASA 24. srpna 2024 oznámilo své rozhodnutí týkající se návratu posádky testovací mise Boeing Crew Flight Test z ISS – v zájmu zachování maximální bezpečnosti posádky přistane Starliner počátkem září 2024 v automatickém režimu. Jeho posádka zůstane na ISS do jara 2025 a společně se dvěma astronauty, kteří přiletí v lodi SpaceX Crew-9, vytvoří obvyklou čtyřčlennou část nadcházející půlroční expedice, Expedice 72. O výběru dvou astronautů z původní posádky NASA rozhodla o týden později. NASA nenašla odvahu svěřit narychlo vytvořenou a nesecvičenou posádku Cardmanové, kterou sice dříve vybrala za velitelku Crew-9, ale která současně byla nezkušenou astronautkou chystající se na svůj první let. Proto agentura z původní posádky zvolila astronauta mířícího již na svou 2. misi.
Záložní posádka:
- Kirill Peskov, Roskosmos – letový specialista
- ostatní členové záložní posádky dosud nebyli oznámeni

## Příprava a průběh letu
Stejně jako v předchozím případě mise Crew-8, ani u Crew-9 nebylo jasné, zda se k ISS vypraví hned po předchozí misi lodi Dragon Crew, anebo o půl roku později, protože v mezidobí bude mít dopravu posádky na starosti jiná loď vyvinutá v programu CCDev, Starliner od společnosti Boeing. NASA ještě v dubnu 2023 při zveřejnění harmonogramu budoucích letů uváděla, že Starliner-1 odveze posádku na ISS při rotaci posádek na podzim 2024, což korespondovalo s očekáváním, že Boeing svou loď vyzkouší při testovacím letu Boeing Crew Flight Test (Boe-CFT) se startem 21. července 2023. Při finálním testování Starlineru koncem května 2023 se však objevily nové poznatky k bezpečnosti lodi, které vedly k odkladu testovací mise na neurčito a v konečném důsledku způsobily přeřazení mise Crew-9 z jara 2025 na podzim 2024. 
NASA v říjnu 2023 informovala, že počítá se startem Crew-9 nejdříve v polovině srpna 2024. První zpřesnění termínu na 18. srpna 2024 zástupci NASA oznámili během setkání posádky s novináři 26. července 2024. Deset dnů před plánovaným termínem startu Crew-9 ale přišlo oznámení o odkladu startu kvůli potřebě více času na posouzení dat a přípravu odletu mise Boe-CFT, která již překonala potíže v přípravné etapě a v červnu 2024 se ke stanici připojila, ale současně ji postihly potíže jiné. Boeing Starliner je zakotven k přednímu portu modulu Harmony, k němuž má zamířit i Crew-9, a proto její start musí na odlet Starlineru počkat. Stanovený nový termín startu „nejdříve 24. září 2024" současně znamená, že americká posádka pro Expedici 72 přiletí na stanici až poté, co 23. září skončí předchozí Expedice 71. NASA 12. září současně s oznámením o zahájení předletové karantény posádky zveřejnila upřesněný termín startu – 25. září 2024 v 18:28 UTC, ale o šest dní později start odložila na 26. září 2024 v 18:05:35 UTC s plánovaným připojením 28. září v 08:04:55 UTC. Tropická bouře Helene, která desítky hodin před plánovaným startem hrozila přeměnit se na hurikán s dopadem na počasí v místě startu, si pak vynutila dvoudenní odklad startu na 28. září 2024 v 17:17 UTC s připojením ke stanici 29. září kolem 21:30 UTC. Týmy dokonce kvůli bouři 25. září sklopily raketu s lodí do horizontální polohy a odvezly ji do bezpečí v hangáru. Znovu ji vyvezly a vztyčily 27. září 2024, aby o den později ve stanoveném čase 17:17:21 UTC odstartovala.

### Vědecký program
Posádka na stanici přiletěla s plánem více než 200 vědeckých výzkumů a technologických demonstrací zaměřených na široké spektrum oborů, např.
- na dopad kosmického záření na procesy úpravy genů kvůli pochopení genetických rizik spojených s cestami do vesmíru,
- na studium atrofie srdečního svalu v mikrogravitaci s pomocí organoidů vytvořených na 3D biotiskárnách,
- na účinek nového léku na mozkové organoidy pro léčbu neurodegenerativních onemocnění, jako je Alzheimerova choroba, Parkinsonova nemoc a demence,
- na inovativní proces svařování za studena ve vesmíru, který místo tepla využívá ke spojování kovů tlaku a mohla by být klíčová pro budoucí opravy ve vesmíru,
- na srovnávací studium růstu rostlin příbuzných hořčici, ve dvou různých orbitálních výškách – na ISS a souběžně během mise Polaris Dawn na vysoké dráze se zvýšenou úrovní radiace.

### Průběh letu
Kabinu Crew Dragon Freedom vynesla na oběžnou dráhu raketa Falcon 9 Block 5 (booster B1085.2), vůbec poprvé z rampy SLC-40 na floridském kosmodromu CCSFS. SpaceX z něj dosud vypouštěla pouze mise bez posádky, ale před nedávnem tam dokončila moderní odpalovací věž s ramenem pro přístup ke kabině. Poslední dva ze sedmi členů již zahájené dlouhodobé Expedice 72 strávili 28 hodin po startu na cestě ke stanici a 29. září v 21:30 UTC se připojili k jejímu přednímu portu na modulu Harmony. Zhruba po dvou hodinách pak vstoupili na palubu stanice. Neobvyklá komplikace pro SpaceX nastala při „úklidu” použitého 2. stupně rakety Falcon z oběžné dráhy – jeho motor se sice zapálil, aby stupeň nasměroval do atmosféry, ale zapálil se jinak, než měl, a trosky po průletu atmosférou tak sice dopadly do Tichého oceánu, ale mimo vymezený a zabezpečený koridor. A i když nezpůsobily žádné škody, SpaceX do vyšetření příčin této události pozastavila další starty Falconů.
Zpět na Zemi posádka Crew-9 – již čtyřčlenná – měla odletět zhruba pět měsíců později, podle předběžných plánů kolem 22. února 2025, po předání stanice nástupcům z mise Crew-10. NASA však v polovině prosince 2024 informovala, že odložila přílet Crew-10 zhruba o měsíc (na konec března 2025) kvůli potřebě časové rezervy na plné uvedení nové (páté) lodě Crew Dragon C213 do provozu, což odlet Crew-9 ze stanice odložilo na počátek dubna. Ani tento čas navíc ale nestačil, a tak NASA 11. února 2025 sdělila, že na misi Crew-10 poletí jiná loď, konkrétně Endurance (C210). Tím odpadl důvod trvat na odložení startu Crew-10 na konec března, takže mohl být uspíšen na „nejdříve 12. března 2025”.
Nakonec po jednom neúspěšném startovním pokusu Crew-10 přiletěla až 16. března 2025 a po velmi krátkém předání rozpracovaný úkolů mezi oběma posádkami se Crew-9 se stanicí rozloučila 18. března 2025 v 05:05 UTC. U západního pobřeží Floridy, nedaleko pobřeží u města Tallahassee, přistáli na padácích ještě téhož dne kolem 21:57:07 UTC.  Jejich dosednutí do Mexického zálivu bylo pro nejbližší roky jedním z posledních nebo dokonce posledním přistáním posádky u břehů Floridy – společnost SpaceX totiž v létě 2024 začala připravovat přesun místa přistání budoucích misí na západ USA, do vod Tichého oceánu. A Starlinery přistávají také na západě, ale na pevnině.
Let trval 171 dní, 4 hodiny a 40 minut, což je čas, který si do statistik zapíší Hague a Gorbunov. Jinak to ale bude u Wilmora s Williamsovou, kterým se započítá celkový čas 286 dní, 7 hodin a 5 minut, který začal běžet okamžikem startu jejich původní mise Boeing Crew Flight Test 5. června 2024. To je zařadilo na společné 18. a 19. místo tabulky nejdelších jednotlivých letů v historii kosmonautiky. A do historických tabulek se oba zapsali ještě jednou – jako první z již více než 600 astronautů a kosmonautů se mohou chlubit tím, že při svých misích postupně letěli celkem 4 různými typy kosmických lodí. Nejprve americkým raketoplánem Space Shuttle, pak ruským Sojuzem a nakonec oběma americkými komerčními kosmickými loděmi Starliner a Crew Dragon. Unikátnost takového stavu lze doložit tím, že pouze 9 dalších astronautů absolvovalo let ve 3 typech technologie.